# Elecciones al Parlamento Europeo de 1999 (Reino Unido)

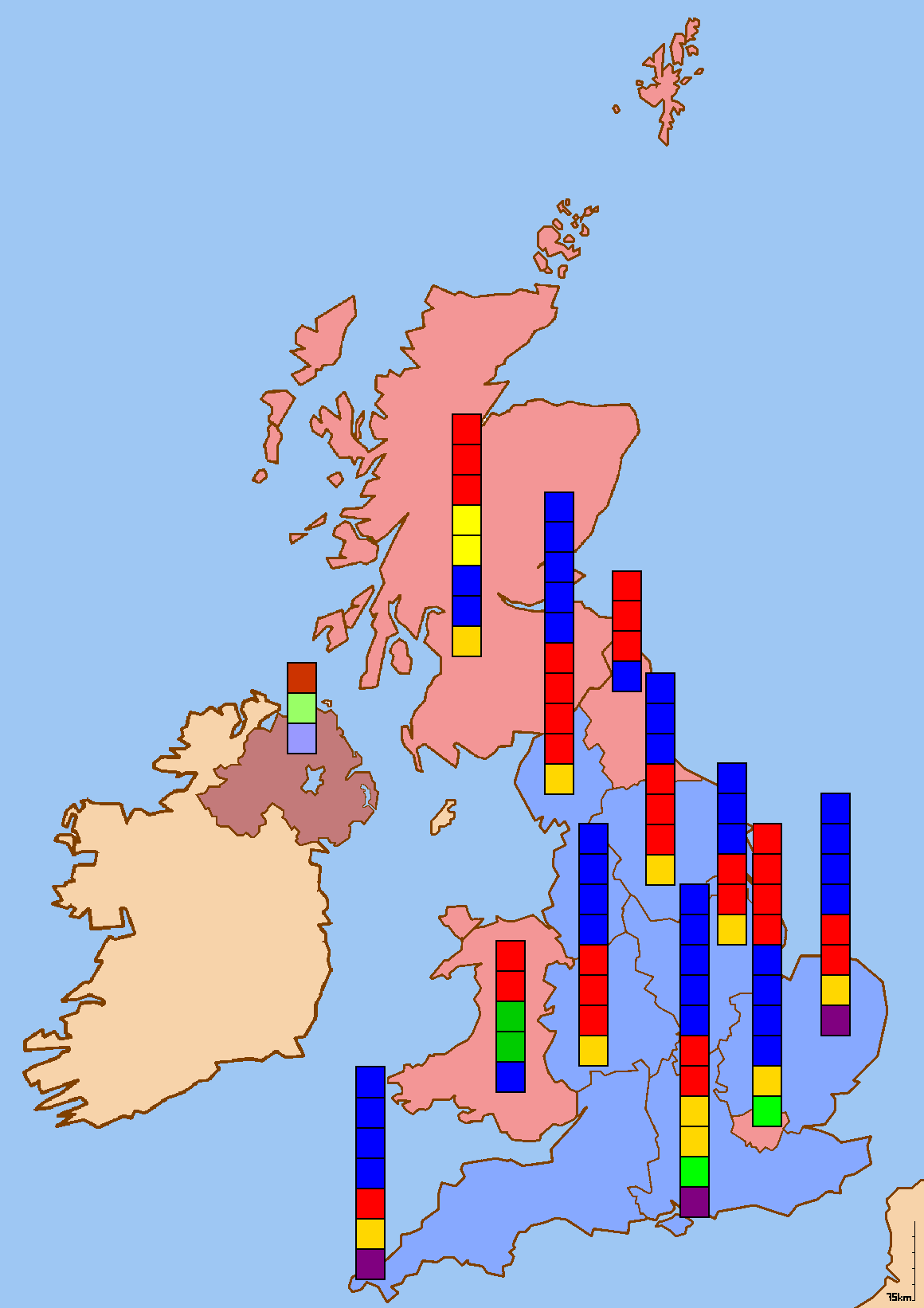

En las elecciones al Parlamento Europeo de 1999 en Reino Unido, celebradas en junio, se escogió a los 87 representantes de dicho país para la quinta legislatura del Parlamento Europeo.

## Resultados
| Datos de participación | Datos de participación | Datos de participación |
| ---------------------- | ---------------------- | ---------------------- |
| Censo electoral        | 44.495.741             | 100%                   |
| Votantes               | 10.681.080             | 24,0                   |
| Abstención             | 33.814.661             | 76,0                   |
| A candidatura          | 10.681.080             |                        |

| ← Elecciones al Parlamento Europeo de 1999 →         |           |       |         |
| Partido                                              | Votos     | %     | Escaños |
| Partido Conservador (CP)                             | 3.578.218 | 33,50 | 36      |
| Partido Laborista (LP)                               | 2.803.821 | 26,25 | 29      |
| Demócratas Liberales (LD)                            | 1.266.549 | 11,86 | 10      |
| Partido de la Independencia del Reino Unido (UKIP)   | 696.057   | 6,52  | 3       |
| Partido Verde (GP)                                   | 625.378   | 5,86  | 2       |
| Partido Nacional Escocés (SNP)                       | 268.528   | 2,51  | 2       |
| Partido Unionista Democrático (DUP)                  | 192.762   | 1,80  | 1       |
| Social Democratic and Labour Party (SDLP)            | 190.731   | 1,79  | 1       |
| Plaid Cymru (PC)                                     | 185.235   | 1,73  | 2       |
| Pro-European Conservative (PEC)                      | 138.097   | 1,29  | 0       |
| Partido Unionista del Ulster (UUP)                   | 119.507   | 1,12  | 1       |
| Sinn Féin (SF)                                       | 117.643   | 1,10  | 0       |
| Partido Nacional Británico (BN)                      | 102.644   | 0,96  | 0       |
| Partido Liberal (L)                                  | 93.051    | 0,87  | 0       |
| Socialist Labour (SL)                                | 86.749    | 0,81  | 0       |
| Partido Socialista Escocés (SSP)                     | 39.720    | 0,37  | 0       |
| MEP Independent Labour (MEPIL)                       | 36.849    | 0,34  | 0       |
| Alternative Labour List (ALL)                        | 26.963    | 0,25  | 0       |
| Partido Unionista Progresista (PUP)                  | 22.494    | 0,21  | 0       |
| Partido de la Ley Natural (NLP)                      | 21.327    | 0,20  | 0       |
| Partido Unionista del Reino Unido (UKUP)             | 20.283    | 0,19  | 0       |
| Alliance Party of Northern Ireland (A)               | 14.391    | 0,13  | 0       |
| Alianza Socialista (SA)                              | 7.203     | 0,07  | 0       |
| Architect Human Rights Peace in Europe (AHRPE)       | 4.851     | 0,05  | 0       |
| English Freedom Party (EFP)                          | 3.066     | 0,03  | 0       |
| Independent Anti Value Added Tax (IAVAT)             | 2.596     | 0,02  | 0       |
| Partido Humanista (HP)                               | 2.586     | 0,02  | 0       |
| Hemp Coalition (HC)                                  | 2.358     | 0,02  | 0       |
| Anti-Corruption Pro-Family Christian Alliance (APCA) | 2.251     | 0,02  | 0       |
| Independent Open Democracy for Stability (IODS)      | 1.857     | 0,02  | 0       |
| Weekly Worker (WW)                                   | 1.724     | 0,02  | 0       |
| Accountant for Lower Scottish Taxes (ALST)           | 1.632     | 0,02  | 0       |
| Partido Socialista de Gran Bretaña (SP)              | 1.510     | 0,01  | 0       |
| Independent Making a Profit in Europe (IMPE)         | 1.400     | 0,01  | 0       |
| Partido Humanista Independiente (IHP)                | 1.049     | 0,01  | 0       |